# Nino Marino
Antonino Marino (* 1935 in Messina) ist ein italienischer Schriftsteller, Drehbuchautor und Filmregisseur.

## Leben
Marino arbeitete als Journalist und Komödienautor; so stammen die erfolgreichen Stücke Un angelo calibro 9, I soldi und das mit Nino Manfredi geschriebene Gente di facili costumi von ihm. Ab 1973 arbeitete er gelegentlich an Drehbüchern für insgesamt zehn Genrefilme. 1978 drehte er als Regisseur den kaum gezeigten Un uomo americano. Er schrieb auch mehrere Romane, arbeitete in den USA und inszenierte mit Andrea Barbato für das Fernsehen Va' pensiero.

## Filmografie (Auswahl)
- 1978: Un uomo americano (& Regie)
- 1983: The Throne of Fire (Il trono di fuoco)